# Аякучо
Аяку́чо (исп. Ayacucho, кечуа Ayacuchu / Wamanqa, айм. Ayaquchu) — город на юге Перу, на автодороге Лима — Куско. Административный центр региона (ранее департамента) Аякучо. Производство изделий из кожи, дерева, серебра. Университет.

## История
Первые поселения людей появляются на месте современного города ещё 15 000 лет назад. Самое древнее поселение людей на территории Перу — Пикимачай — находится в 25 км от Аякучо. В VI—XII веках регион был заселен культурой Уари, предшествовавшей Империи Инков.
В конце XIX — начале XX века на страницах Энциклопедического словаря Брокгауза и Ефрона этот населённый пункт описывался следующим образом:

«…правильно построен и имеет кафедральный собор, 23 церкви, Университет, основанный в 1677 году, и больницу. Здесь местопребывание епископа, в епархию которого входит и департамент Хуанка-Фелика. Город Аякучо был основан в 1539 году Франсиско Пизарро, который назвал его Сан-Хуан де ла Виктория де Хуаманга. В 1825 г. он получил своё настоящее имя в память большого сражения на равнине А., где 9 декабря 1824 Боливар, благодаря генералу Ле-Сюкру, одержал решительную победу над испанским вице-королём Ла-Серной и завоевал, таким образом, независимость Перу. С этого времени действовавшие тогда в Америке испанские генералы (Родиль, Марото, Эспартеро и т. д.) назывались аякучосами, и это имя перешло на политическую партию, во главе которой они стояли. Во время регентства Эспартеро члены военной партии, которую поддерживала Англия, назывались аякучосами или англо-аякучосами.»

## Известные люди города
- Андрес Авелино Касерес, президент Перу.
- Нестор Кабрера, писатель.
- Вилли дель Позо, писатель.
- Марио Парадо де Бельиндо, героиня войны за независимость.